# Codex Salmasianus

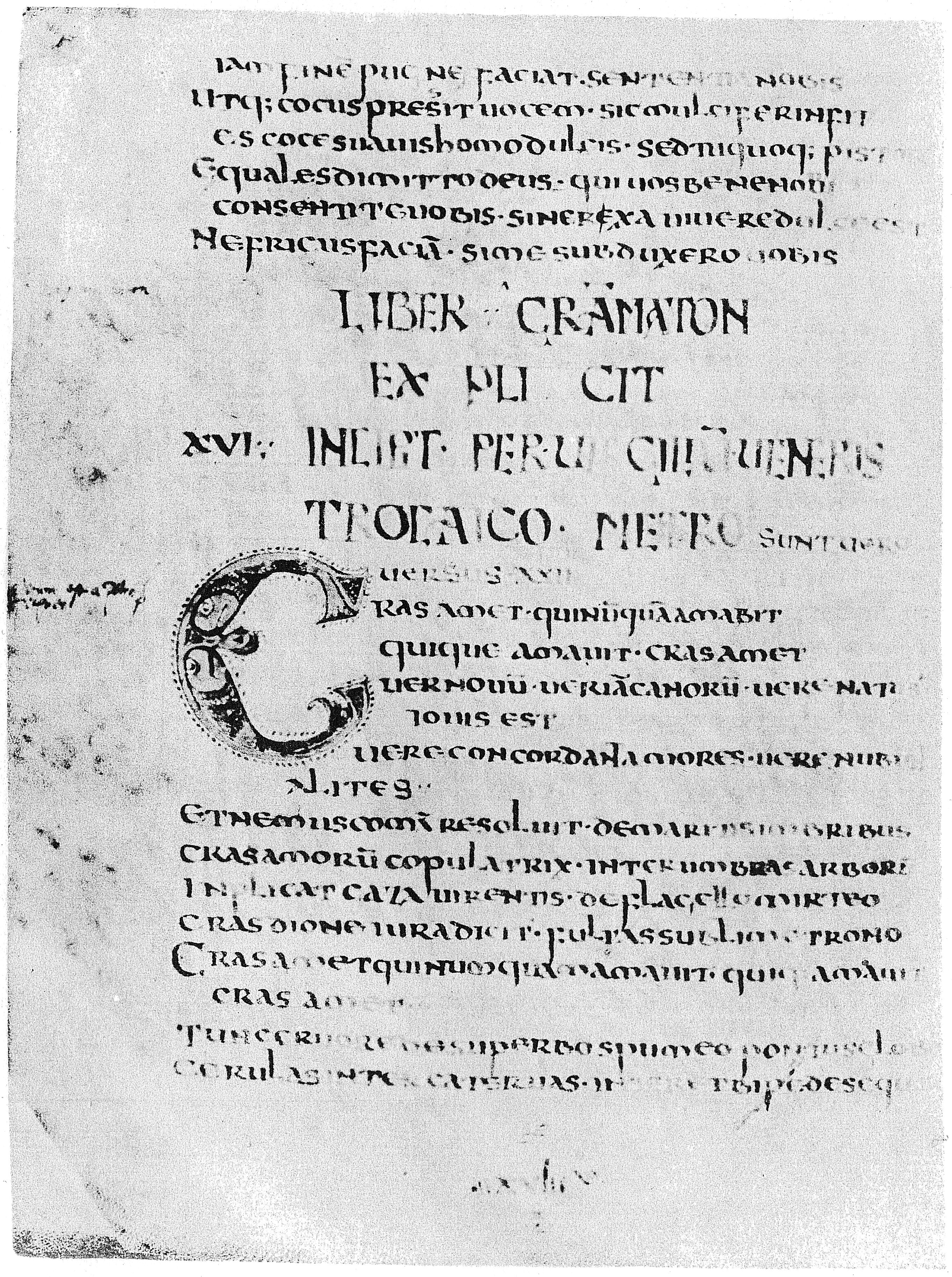
Inicio del poema Pervigilium Veneris (Velada de Venus) de autor anónimo, una de las piezas de mayor fama del Codex Salmasianus.

El Codex Salmasianus (o Códice salmasiano) es un manuscrito en latín escrito en letra uncial denominado así por el nombre de su último poseedor, el sabio, humanista y filólogo francés Claude Saumaise (1588–1653), llamado el Príncipe de los Comentadores. 
De este códice no se conoce ni su historia ni su origen, ni con seguridad la época en que fue manuscrito. Algunos autores piensan que fue elaborado en Spania a finales del siglo VII a partir de criterios paleográficos, pero otros paleógrafos lo consideran elaborado en el norte de Italia o en Francia a finales del siglo VII, o como el compilador de la  magna edición decimonónica de referencia de Antología latina (que tiene como fuente principal este códice), Alexander Riese (1840-1922), a principios del VIII.
Hoy forma parte de la Biblioteca Nacional de Francia de París (Codex Parisinus Latinus 10318). El Codex Salmasianus es la colección más importante de poemas latinos menores. Se indica con la letra A en las ediciones de la Anthologia Latina (Riese 1894, Shackleton Bailey 1982) y con la letra S en la mayoría de las ediciones del Pervigilium Veneris (Velada de Venus), uno de los poemas más famosos transcritos en el códice. En ambientes académicos es también conocido como Carmina Codicis Parisini 10318 Olim Salmasiani ["Poemas del códice parisino número 10318, anteriormente [propiedad] de Salmasio"].

## Descripción
El códice contiene una colección de poemas latinos de autores de menor fama o menos reproducidos, escritos entre los siglos I y VI, recopilados a partir de colecciones anteriores hacia el final del dominio vándalo en el norte de África, que finalizó en el año 534. Se encuentra un conjunto de poesías relacionadas con los reyes vándalos, el último de los cuales, Gelimer, gobernó desde el 530 al 533. Una de las últimas incorporaciones al Codex Salmasianus fue el Liber epigrammaton, de Luxorio, que canta y compone en el palacio del rey Hilderico, que reinó entre los años 523 y 530. 
La parte más antigua del Codex es probablemente del siglo II, de la época de los Antoninos, y recoge la poesía sentimental que entonces se escribía a imitación del Ars Amandi de Ovidio. Un copista torpe lo copió sin mucho cuidado de un original en letras capitulares. Además sufrió una pérdida de contenido, ya que faltan los primeros 11 cuadernillos, que contenían los 5 primeros libros de un conjunto de 24, pero la colección del Codex Salmasianus es la más importante recopilación de poesía latina menor y constituye la base de la moderna colección llamada Antología latina, donde se pueden encontrar centones, epigramas, adivinanzas, juegos de ingenio, églogas, elegías, pequeños poemas épicos, obras didácticas (sobre figuras retóricas o sobre pesos y medidas), piezas de cierta fama (la anónima Velada de Venus o Marte y Venus en el lecho de Reposiano), colecciones raras (el Liber epigrammaton, del poeta tardío Luxorio o el anónimo Banquete de los doce sabios) y obras narrativas de nuevo cuño (como el novelesco relato Pérdicas, enfermo de amor).